# Aristolochia trichostoma
Aristolochia trichostoma är en piprankeväxtart som beskrevs av August Heinrich Rudolf Grisebach. Aristolochia trichostoma ingår i släktet piprankor, och familjen piprankeväxter. Inga underarter finns listade i Catalogue of Life.